# Gaunt's Earthcott
Gaunt's Earthcott – wieś w Anglii, w hrabstwie ceremonialnym Gloucestershire, w dystrykcie (unitary authority) South Gloucestershire. Leży 13 km na północ od miasta Bristol i 166 km na zachód od Londynu.